# Maomé ibne Mualade
Maomé ibne Mualade (Muhammad ibn al-Muwallad) foi um oficial turcomano do século IX ativo no Califado Abássida. É citado pela primeira vez em 866, quando o califa Almutaz (r. 866–869) enviou-o de Bagdá contra Issa ibne Maomé Nauxari, que capturou Ramla, capital do Junde de Filastine, sem consentimento califal. Com sua chegada, Nauxari retrocedeu e fortificou uma cidadela entre Ramla e Lida, chamada Alaçami, onde Mualade não pôde capturá-lo. Provavelmente acordaram a paz, pois foram juntos a Samarra.